# Fanniidae
Die Fanniidae sind eine Familie der Zweiflügler (Diptera) und gehören hier zu den Fliegen (Brachycera). Sie sind klein bis mittelgroß und meist grau gefärbt.
Bekannt ist die Kleine Stubenfliege (Fannia canicularis), die beinahe überall anzutreffen ist. Sie lebt auch in Haushalten und ist mittlerweile auf der ganzen Welt verbreitet (Kosmopolit). Die Larven dieser Fliegen ernähren sich von fauligen Substanzen, sehr häufig von Hühnermist.

## Systematik
In Europa ist die Familie der Fanniidae mit drei Gattungen und etwa 80 Arten vertreten.
- Euryomma peregrinum (Meigen, 1826)
- Fannia aequilineata Ringdahl, 1945
- Fannia aethiops Malloch, 1913
- Fannia alpina Pont, 1970
- Fannia armata (Meigen, 1826)
- Fannia atra (Stein, 1895)
- Fannia atripes Stein, 1916
- Fannia barbata (Stein, 1892)
- Fannia bigelowi Chillcott, 1961
- Fannia brinae Albuquerque, 1951
- Fannia canicularis (Linnaeus, 1761)
- Fannia carbonaria (Meigen, 1826)
- Fannia carbonella (Stein, 1895)
- Fannia clara Collin, 1939
- Fannia collini d'Assis-Fonseca, 1966
- Fannia coracina (Loew, 1873)
- Fannia corvina (Verrall, 1892)
- Fannia cothurnata (Loew, 1873)
- Fannia difficilis (Stein, 1895)
- Fannia fasciculata (Loew, 1873)
- Fannia fuscitibia Stein, 1920
- Fannia fuscula (Fallén, 1825)
- Fannia genualis (Stein, 1895)
- Fannia gotlandica Ringdahl, 1926
- Fannia hirticeps (Stein, 1892)
- Fannia hirundinis Ringdahl, 1948
- Fannia immutica Collin, 1939
- Fannia incisurata (Zetterstedt, 1838)
- Fannia krimensis Ringdahl, 1934
- Fannia latifrontalis Hennig, 1955
- Fannia latipalpis (Stein, 1892)
- Fannia lepida (Wiedemann, 1817)
- Fannia leucosticta (Meigen, 1838)
- Fannia limbata Tiensuu, 1938
- Fannia lineata (Stein, 1895)
- Fannia lucidula (Zetterstedt, 1860)
- Fannia lugubrina (Zetterstedt, 1838)
- Fannia lustrator (Harris, 1780)
- Fannia manicata (Meigen, 1826)
- Fannia melania (Dufour, 1839)
- Fannia metallipennis (Zetterstedt, 1838)
- Fannia minutipalpis (Stein, 1895)
- Fannia mollissima (Haliday, 1840)
- Fannia monilis (Haliday, 1838)
- Fannia monticola Pont, 1996
- Fannia nidica Collin, 1939
- Fannia nigra Malloch, 1910
- Fannia norvegica Ringdahl, 1934
- Fannia novalis Pont, 1965
- Fannia ornata (Meigen, 1826)
- Fannia pallitibia (Rondani, 1866)
- Fannia parva (Stein, 1895)
- Fannia pauli Pont, 1997
- Fannia polychaeta (Stein, 1895)
- Fannia postica (Stein, 1895)
- Fannia posticata (Meigen, 1826)
- Fannia pruinosa (Meigen, 1826)
- Fannia pseudonorvegica d'Assis-Fonseca, 1966
- Fannia pubescens Stein, 1908
- Fannia pusio (Wiedemann, 1830)
- Fannia rabdionata Karl, 1940
- Fannia ringdahlana Collin, 1939
- Fannia rondanii (Strobl, 1893)
- Fannia scalaris (Fabricius, 1794)
- Fannia serena (Fallén, 1825)
- Fannia similis (Stein, 1895)
- Fannia sociella (Zetterstedt, 1845)
- Fannia spathiophora Malloch, 1918
- Fannia speciosa (Villeneuve, 1898)
- Fannia stigi Rognes, 1982
- Fannia subatripes d'Assis-Fonseca, 1967
- Fannia subpellucens (Zetterstedt, 1845)
- Fannia subpubescens Collin, 1958
- Fannia subsimilis Ringdahl, 1934
- Fannia tuberculata (Zetterstedt, 1849)
- Fannia tunisiae Chillcott, 1961
- Fannia umbratica Collin, 1939
- Fannia umbrosa (Stein, 1895)
- Fannia verrallii (Stein, 1895)
- Fannia vesparia (Meade, 1891)
- Fannia vespertilionis Ringdahl, 1934
- Piezura graminicola (Zetterstedt, 1846)
- Piezura pardalina Rondani, 1866

## Kuriosa
Einiges Aufsehen in der Fachwelt verursachte die 1966 gemachte Entdeckung von Fannia scalaris in einem Stück eozänen Baltischen Bernsteins der Sammlung des Naturhistorischen Museums in London. Zwar sind aus zahlreichen eozänen Insektengattungen – insbesondere solchen aus Baltischem Bernstein – rezente Vertreter bekannt, jedoch fehlte es an einem gesicherten Nachweis, dass auch eine Art aus dieser rund 50 Millionen Jahre zurückliegenden Periode der Erdgeschichte überlebt hat. Bei einer erneuten Untersuchung des Stückes im Jahre 1993 stellte sich dann allerdings heraus, dass es sich bei der Inkluse um eine Fälschung handelt.